# Імовірність
Імові́рність (лат. probabilitas, англ. probability) — числова характеристика можливості того, що випадкова подія відбудеться в умовах, які можуть бути відтворені необмежену кількість разів. Імовірність є основним поняттям розділу математики, що називається теорія ймовірностей.
Випадковою подією називається подія, результат якої не може бути відомий наперед. Навіть у тому разі, коли насправді подія детермінована своїми передумовами, вплив цих передумов може бути настільки складним, що вивести з них наслідок логічно й послідовно, неможливо. Наприклад, при підкиданні монети, сторона на яку монета впаде визначається положенням руки і монети в руці, швидкістю, обертовим моментом тощо, однак, відстежити всі ці фактори практично неможливо, тому результат можна вважати випадковим.
Існують два підходи до означення ймовірності: математично-аксіоматичний і Баєсів. Аксіоматичний підхід, строго сформульований Колмогоровим, будується на припущенні, що ймовірності елементарних випадкових подій задані, і зосереджується на визначенні ймовірностей складних подій, що є сукупністю елементарних. Так, наприклад, при підкиданні шестигранного кубика гральної кості, імовірності випадіння будь-якого числа, вважаються однаковими й рівними 1/6. Виходячи з цього, теорія ймовірності може розрахувати ймовірність того, що сума чисел на двох кубиках становитиме, наприклад, 8.
Баєсів підхід не робить припущень про ймовірності елементарних подій, а намагається отримати їх із аналізу попереднього досвіду, спираючись на теорему Баєса і на попередні гіпотези. Баєсів підхід ближчий до того, як визначаються ймовірності випадкових подій у природознавстві. Оскільки ці ймовірності наперед невідомі, результати серії дослідів розбиваються на сприятливі й несприятливі, й експериментально визначена ймовірність дорівнює відношенню числа сприятливих подій до числа дослідів, тобто частоті подій.

## Аксіоматичний підхід

### Означення
Нехай Ω = {ω1, ω2 , … , ωn} — простір елементарних подій. Припустімо, що кожній елементарній події ωk можна поставити у відповідність невід'ємне число pk (імовірність події ωk), причому {\displaystyle \sum _{k=1}^{n}p_{k}=1}.
Якщо {\displaystyle A\,} — випадкова подія і {\displaystyle A\subset \Omega }, то
{\displaystyle p(A)=\sum _{\omega _{k}\in A}p_{k}},
де {\displaystyle p(A)\,} називається ймовірністю події {\displaystyle A\,}.

### Визначення термінів
- Умовна ймовірність {\displaystyle P_{A}(B)} — імовірність події B, вирахувана в припущенні, що подія А вже відбулася.
- Несумісні події — дві випадкові події, якщо вони не можуть відбутися одночасно. Якщо події А та В несумісні, то {\displaystyle A\cap B=\emptyset }
- Повна група подій — система випадкових подій така, що в результаті проведеного випадкового експерименту неодмінно станеться одна з них.

### Властивості
- Імовірність достовірної події дорівнює 1.
- Імовірність неможливої події дорівнює 0.
- Імовірність випадкової величини є позитивним числом, що міститься між нулем та одиницею.

{\displaystyle 0\leq P(A)\leq 1}

#### Теорема додавання ймовірностей
- Імовірність появи однієї з двох несумісних подій дорівнює сумі ймовірності цих подій

{\displaystyle P(A\cup B)=P(A)+P(B)}, якщо А та В несумісні (адитивність)
- Сума ймовірностей подій Ω = {ω1, ω2 , … , ωn}, що складають повну групу (сукупність єдино можливих подій), дорівнює одиниці

{\displaystyle P(\Omega )=1\,}.
- Сума ймовірностей протилежних подій дорівнює одиниці. Протилежними називають дві єдино можливі події, що складають повну групу

{\displaystyle P(A)+P({\bar {A}})=1}
- Імовірність появи хоча б однієї з двох сумісних подій дорівнює сумі ймовірностей цих подій без імовірності їх спільної появи

{\displaystyle P(A\cup B)=P(A)+P(B)-P(AB)\,}
- Принцип практичної неможливості малоімовірних подій: якщо випадкова подія має дуже малу ймовірність, то практично можна вважати, що в одиничному випробуванні подія не настане. Цей принцип використовується при розв'язку практичних задач. Достатньо малу ймовірність, при якій (у конкретній задачі) подію можна вважати практично неможливою, називають рівнем значущості.

#### Теорема добутку ймовірностей
- Імовірність спільної появи двох незалежних подій дорівнює добутку ймовірностей цих подій

{\displaystyle P(AB)=P(A)P(B)\,}
- Імовірність сукупної появи декількох подій, незалежних в сукупності, дорівнює добутку ймовірностей даних подій

{\displaystyle P(A_{1}A_{2}...A_{n})=P(A_{1})P(A_{2})...P(A_{n})\,}
- Імовірність появи хоча б однієї з подій {\displaystyle A_{1},A_{2}...A_{n}}, незалежних в сукупності, дорівнює різниці між одиницею та добутком імовірностей протилежних подій {\displaystyle {\bar {A_{1}}}{\bar {A_{2}}}...{\bar {A_{n}}}}

{\displaystyle P(A)=1-q_{1}q_{2}...q_{n}\,}, де {\displaystyle P({\bar {A_{i}}})=q_{i}}
- Імовірність спільної появи двох залежних подій дорівнює добутку ймовірності однієї з них на умовну ймовірність іншої, вирахувану у припущенні, що перша подія вже відбулася.

{\displaystyle P(AB)=P(A)P_{A}(B)\,}

#### Формула повної ймовірності
Нехай подія А може настати при умові появи однієї з несумісних подій {\displaystyle B_{1},B_{2},...,B_{n}}, що утворюють повну групу. Нехай відомі ймовірності цих подій та умовні ймовірності {\displaystyle P_{B_{1}}(A),P_{B_{2}}(A),...,P_{B_{n}}(A)} події А.
Теорема: Імовірність події А, яка може настати лише за умови появи однієї з несумісних подій {\displaystyle B_{1},B_{2},...,B_{n}}, що утворюють повну групу, дорівнює сумі добутків імовірностей кожної з цих подій на відповідну умовну ймовірність події А:
{\displaystyle P(A)=P(B_{1})P_{B_{1}}(A)+P(B_{2})P_{B_{2}}(A)+...+P(B_{n})P_{B_{n}}(A)}

## Підхід Баєса
Теорема Баєса дозволяє переоцінити ймовірності гіпотез після того, як стає відомим результат випробування, внаслідок якого настала подія А.
Нехай подія А може настати за умови появи однієї з несумісних подій {\displaystyle B_{1},B_{2},...,B_{n}}, що утворюють повну групу. Оскільки заздалегідь невідомо, яка з цих подій настане, їх називають гіпотезами. Імовірність появи події А визначається за формулою повної ймовірності.
{\displaystyle P(A)=P(B_{1})P_{B_{1}}(A)+P(B_{2})P_{B_{2}}(A)+...+P(B_{n})P_{B_{n}}(A)}
Припустимо, що проведено випробування, внаслідок якого з'явилася подія А. Поставимо своєю задачею визначити, як змінилися (у зв'язку з тим, що подія А вже настала) імовірності гіпотез. Іншими словами, будемо шукати умовні ймовірності {\displaystyle P_{A}(B_{1}),P_{A}(B_{2}),...,P_{A}(B_{n})}
Знайдемо спочатку умовну ймовірність {\displaystyle P_{A}(B_{1})}. За теоремою множення маємо
{\displaystyle P(AB_{1})=P(A)P_{A}(B_{1})=P(B_{1})P_{B_{1}}(A)}
Звідси
{\displaystyle P_{A}(B_{1})={\tfrac {P(B_{1})P_{B_{1}}(A)}{P(A)}}}
Розкриваючи P(A) за формулою повної ймовірності, отримаємо:
{\displaystyle P_{A}(B_{1})={\tfrac {P(B_{1})P_{B_{1}}(A)}{P(B_{1})P_{B_{1}}(A)+P(B_{2})P_{B_{2}}(A)+...+P(B_{n})P_{B_{n}}(A)}}}
Аналогічно виводяться формули, що визначають умовні ймовірності інших гіпотез, тобто умовна ймовірність будь-якої гіпотези Ві (і=1, 2, …, n) може бути обчислена за формулою
{\displaystyle P_{A}(B_{i})={\tfrac {P(B_{i})P_{B_{i}}(A)}{P(B_{1})P_{B_{1}}(A)+P(B_{2})P_{B_{2}}(A)+...+P(B_{n})P_{B_{n}}(A)}}}

## Історія

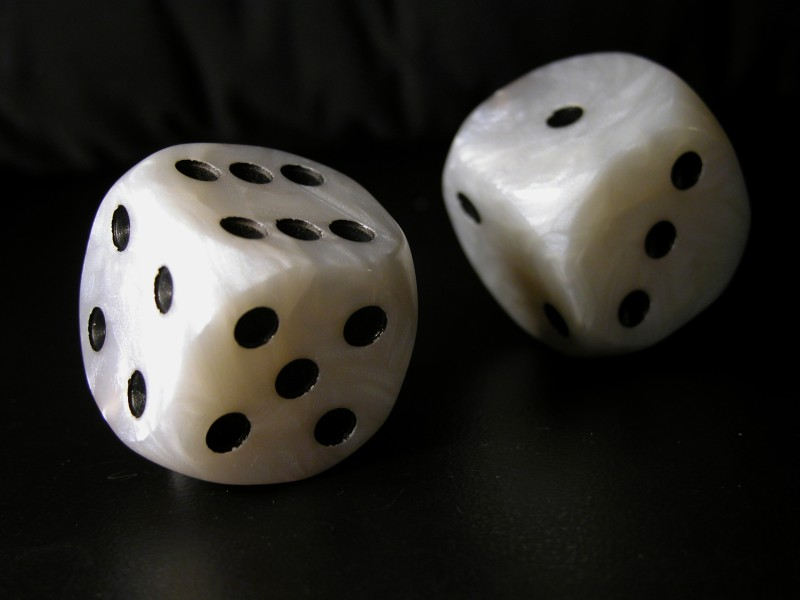
Гральні кості.

Історично вивчення ймовірності починалося з вивчення стратегій для азартних ігор. Науковий підхід до вивчення починався з робіт Джироламо Кардано, П'єра Ферма, Блеза Паскаля (1654), Християна Гюйгенса (1657), Якоба Бернуллі (1713), Абрахама де Муавра (1718), Томаса Баєса (теорема Баєса) та ін.
Надалі теорія ймовірності розвивалась для потреб оцінки похибок вимірювань у фізичних експериментах. П'єр-Симон Лаплас (1774) першим спробував застосувати закони ймовірності для результатів вимірювань. Даніель Бернуллі (1778) застосував теорію ймовірностей в економіці для оцінки ризиків. Адрієн-Марі Лежандр (1805) розробив метод найменших квадратів для пошуку найкращого наближеного розв'язку надлишково-визначеної системи. Карл Фрідріх Гаусс 1809 року довів закон про нормальний розподіл похибок вимірювань.
Також теорія ймовірності розвивалась для потреб статистичної фізики: Джеймс Максвелл, Людвіг Больцман, Альберт Ейнштейн та інші.
Андрій Марков ввів поняття ланцюгів Маркова для стохастичних процесів (1906).
Сучасна теорія ймовірностей, яка базується на теорії міри, була розроблена Андрієм Колмогоровим 1931 року.

## Математичне трактування
Розглянемо експеримент, із множиною можливих результатів. Ця множина всіх можливих результатів називається простором вибірки даного експерименту. Булеаном цього простору вибірки є всі можливі різні колекції можливих результатів. Наприклад, при підкиданні гральної кості може бути отримано шість різних результатів. Однією з колекцій можливих результатів, це множина парних чисел нанесених на кістці. Таким чином, підмножина {1,3,5} є елементом булеану для простору вибірки можливих випадків при підкиданні гральної кістки. Ці колекції називаються «подіями». У даному випадку, {1,3,5} означає подію, що при киданні кістки випаде деяке парне число. Якщо результат, що фактично трапився відповідає заданій події, говорять що дана подія трапилася (відбулася).
Ймовірність співставляє кожній події деяке значення між нулем і одиницею, за умови що події, яка складається з усіх можливих результатів (в нашому випадку, подія {1,2,3,4,5,6}) надається значення одиниці. Аби вважатися ймовірністю, надані значення повинні задовольняти вимозі, що для обраної колекції із несумісних подій (події, що не мають спільних результатів, тобто, події як {1,6}, {3}, і {2,4} всі є несумісними), ймовірність, що принаймні одна з подій трапиться буде задаватися як сума ймовірностей кожної індивідуальної події.
Імовірність події A записують як {\displaystyle P(A)}, {\displaystyle p(A)}, або {\displaystyle {\text{Pr}}(A)}. Це математичне визначення ймовірності може поширюватися на нескінченні простори подій, і навіть на незліченні простори, використовуючи поняття міри.
Протилежною подією або доповненням події A є подія [не A] (що є такою подією, за якої подія A не відбувається), часто позначається як {\displaystyle {\overline {A}},A^{\complement },\neg A}, або {\displaystyle {\sim }A}; її ймовірність задається як P(not A) = 1 − P(A). Наприклад, шанс, що при киданні шестигранної гральної кіски не випаде шість становить 1 – (імовірність випадання грані з цифрою шість) {\displaystyle =1-{\tfrac {1}{6}}={\tfrac {5}{6}}}. Див. доповнювальна подія для більш повного пояснення.
Якщо при одному виконанні експеримента виникає дві події A і B, це називають перетином або спільною імовірністю A і B, і позначається як {\displaystyle P(A\cap B)}.

### Незалежні події
Якщо дві події, A і B є незалежними, тоді їх спільна імовірність буде наступною:
{\displaystyle P(A{\mbox{ і }}B)=P(A\cap B)=P(A)P(B),\,}
Наприклад, при підкиданні двох монет, шанс що обидві випадуть гербом до гори становить {\displaystyle {\tfrac {1}{2}}\times {\tfrac {1}{2}}={\tfrac {1}{4}}}.

### Несумісні події
Можуть відбутися дві випадкові події A і B, але вони ніколи не можуть відбутися одночасно при єдиному виконанні експерименту, називаються несумісними подіями.
Якщо дві події є несумісними, то імовірність виникнення їх обох позначається як {\displaystyle P(A\cap B)}.
{\displaystyle P(A{\mbox{ і }}B)=P(A\cap B)=0}
Якщо дві події є несумісними, тоді імовірність виникнення будь-якої з них позначають {\displaystyle P(A\cup B)}.
{\displaystyle P(A{\mbox{ або }}B)=P(A\cup B)=P(A)+P(B)-P(A\cap B)=P(A)+P(B)-0=P(A)+P(B)}
Наприклад, шанс випадання 1 або 2 при киданні шестигранної гральної кістки становить {\displaystyle P(1{\mbox{ або }}2)=P(1)+P(2)={\tfrac {1}{6}}+{\tfrac {1}{6}}={\tfrac {1}{3}}.}

### Події, що не є несумісними
Якщо події не є несумісними, тоді
{\displaystyle P\left(A{\hbox{ або }}B\right)=P(A\cup B)=P\left(A\right)+P\left(B\right)-P\left(A{\mbox{ і }}B\right).}
Наприклад, якщо витягнути одну довільну карту із стандартної колоди карт, шанс витягнути чирви або старші карти (Валет, Дама, Король) (або одночасно і те і інше) становить {\displaystyle {\tfrac {13}{52}}+{\tfrac {12}{52}}-{\tfrac {3}{52}}={\tfrac {11}{26}}}, оскільки із 52 карт із колоди 13 є чирвами, 12 є старшими картами, і 3 з них є і тим і іншим одночасно: тут група карт із «3 трьох, що є одночасно і тим і іншим» включені у обидві групи «13 чирв» і «12 старших карт», але повинні рахуватися лише раз.

### Умовна ймовірність
Умовна ймовірність це імовірність того, що деяка подія A, відбудеться на умови, що відбулася деяка інша подія B.
Умовна імовірність позначається як {\displaystyle P(A\mid B)}, і читається: «ймовірність A, за умови B». Вона визначається як
{\displaystyle P(A\mid B)={\frac {P(A\cap B)}{P(B)}}.\,}
Якщо {\displaystyle P(B)=0} тоді відповідно до цього виразу формально {\displaystyle P(A\mid B)} є невизначеною.
Наприклад, якщо в мішку є 2 червоні кульки і 2 сині кульки (загалом 4 кульки), імовірність витягти червону кульку становить {\displaystyle 1/2}; однак, при витягуванні другої кульки, імовірність того буде це червона чи синя кулька залежить від того, яку кульку було витягнуто з мішка перед тим. Таким чином, якщо було витягнуто червону кульку, імовірність витягнути червону кульку знов буде дорівнювати {\displaystyle 1/3} оскільки лише 1 червона і 2 сині кульки лишаться в мішку.

### Підсумок
| Подія        | Ймовірність |
| ------------ | --- |
| A            | {\displaystyle P(A)\in [0,1]\,} |
| не A         | {\displaystyle P(A^{\complement })=1-P(A)\,} |
| A або B      | {\displaystyle {\begin{aligned}P(A\cup B)&=P(A)+P(B)-P(A\cap B)\\P(A\cup B)&=P(A)+P(B)\qquad {\mbox{якщо A і B є несумісними}}\\\end{aligned}}}   |
| A і B        | {\displaystyle {\begin{aligned}P(A\cap B)&=P(A\|B)P(B)=P(B\|A)P(A)\\P(A\cap B)&=P(A)P(B)\qquad {\mbox{якщо A і B є незалежними}}\\\end{aligned}}} |
| A за умови B | {\displaystyle P(A\mid B)={\frac {P(A\cap B)}{P(B)}}={\frac {P(B\|A)P(A)}{P(B)}}\,}                                                               |

## Приклад
Нехай підкидають симетричний шестигранний кубик із нанесеними на гранях цифрами від 1 до 6. Тоді як простір елементарних подій Ω природно розглянути множину випадіння можливих цифр Ω = {1,2,3,4,5,6}. Якщо кубик симетричний, то кожна елементарна подія ωі = і є рівноможливою, тому припишемо їй імовірність 1/6. Тим чином побудовано ймовірнісну модель експерименту, який полягає в підкиданні шестигранного симетричного грального кубика. Якщо А — випадкова подія, яка полягає в тому, що число очок, яке випало, кратне трьом, тобто А = {3,6}, то Р(А) = 1/6 + 1/6 = 1/3.

## Застосування
Теорія ймовірностей застосовується у повсякденному житті для оцінки ризиків і статистичного моделювання. У галузі страхування і аналізі ринків для визначення розцінок і прийняття торгових рішень використовують актуарну математику. Урядові служби застосовують імовірнісні методи для екологічного регулювання, аналізу правомірності (Теорія надійності старіння та довголіття), і фінансового регулювання.
Одним із прикладів теорії ймовірності з передбачення торгівлі акціями на біржах є очевидний вплив високої ймовірності виникнення конфліктів на Середньому Сході на ціни на нафту, що має широкий вплив на економіку в цілому. Оціночне передчуття товаровиробника, що війна скоріше призведе до зниження чи підняття ціни на цей товар, передається на інших торговців. Відповідно до цього, імовірності не можна оцінити незалежно і не обов'язково вони є дуже раціональними. Теорія поведінкової економіки виникла саме з метою описати вплив такого групового мислення на утворення цін, політику, на мирний хід розвитку чи конфлікт.
Крім фінансових оцінок, імовірність можна використовувати для аналізу тенденцій в біології (наприклад, розвитку хвороби), а також в екології (e.g. biological Punnett squares). Так само як із випадком фінансів, в якості статистичного методу може використовуватися аналіз ризиків для розрахунку ймовірності виникнення небажаних подій, що може допомогти створити протоколи які дозволяють уникати таких обставин. Ймовірність використовується для створення азартних ігор, таких що казино матиме гарантований прибуток з них, але при тому виплачувати призи гравцям досить часто, аби зберігати інтерес до гри, аби ті продовжували грати.
Відкриття строгих методів оцінки в поєднанні із ймовірнісними оцінками внесло свій вклад у зміни суспільства. Для більшості людей важливим є розуміння як виконуються статистичні оцінки, і як вони впливають на рішення.
Іншим важливим застосуванням теорії ймовірності в повсякденному житті є аналіз надійності. Для багатьох користувацьких продуктів, таких як автомобілі та електронні пристрої, використовують теорію надійності при виробництві продукту, з метою зменшення ймовірності відмови. Ймовірність відмов може впливати на рішення виробника щодо надання гарантії на продукт.

## Імовірність і квантова фізика
У квантовій механіці стан системи (частинки) характеризується хвильовою функцією (загалом кажучи вектором стану) — комплекснозначною функцією «координат», квадрат модуля якої інтерпретується як густина імовірності отримання заданих значень «координат». Відповідно до сучасних уявлень імовірнісне визначення стану є повним і причиною ймовірнісного характеру квантової фізики не є якісь «приховані» чинники — це пов'язано з природою самих процесів. У квантовій фізиці виявляються можливими будь-які взаємоперетворення різних частинок, не заборонені тими чи іншими законами збереження. Ці взаємоперетворення підпорядковуються закономірностям — імовірнісним закономірностям. За сучасними уявленнями принципово неможливо передбачити ні момент взаємоперетворення, ні конкретний результат. Можна лише говорити про ймовірності тих чи інших процесів перетворення. Замість точних класичних величин у квантовій фізиці можлива тільки оцінка середніх значень (математичних сподівань) цих величин, наприклад, середнього часу життя частинки.